# Soy el Mismo (álbum de Prince Royce)
"Soy el Mismo" é o terceiro álbum de estúdio do cantor norte-americano Prince Royce lançado em 8 de outubro de 2013. É precedido por seu primeiro single "Darte un Beso", que foi lançado em julho e chegou ao #1 no US Hot Latin Songs. A faixa "Te Regalo el Mar" estava disponível como um download digital instantânea com o iTunes Store pré-encomenda do álbum.

## Lista de faixas
| N.º            | Título                                     | Compositor(es)                                                     | Produtor(es)                                                        | Duração |  |
| 1.             | "Soy el Mismo"                             | Prince Royce · Daniel Santacruz                                    | Geoffrey Royce Rojas · Efrain "Junito" Davila · D'Lesly "Dice" Lora | 3:43    |  |
| 2.             | "Te Robaré"                                | Royce · D'Lesly "Dice" Lora · Yonathan Then                        | Royce · Junito · Dice                                               | 3:39    |  |
| 3.             | "Darte un Beso"                            | Royce · Guianko Gomez · Andrés Castro · Juan Riveros               | Royce · Junito · Dice                                               | 3:26    |  |
| 4.             | "You Are Fire"                             | Daniel Parker · Ross Golan · Daniel Omelio                         | Robopop · Danny Parker · Ross Golan · Erik Madrid                   | 3:27    |  |
| 5.             | "Me Encanta"                               | Royce · Dice · Then                                                | Royce · Junito · Dice                                               | 4:54    |  |
| 6.             | "Tu Príncipe"                              | Royce · Santacruz                                                  | Royce · Junito · Dice                                               | 4:10    |  |
| 7.             | "Already Missing You" (feat. Selena Gomez) | Toby Gad · Makeba Riddick · Royce · Selena Gomez                   | Toby Gad                                                            | 3:42    |  |
| 8.             | "Invisible"                                | Royce · Santacruz                                                  | Royce · Junito · Dice                                               | 4:04    |  |
| 9.             | "Kiss Kiss"                                | Fernando Garibay · Amanda Warner · Dougie Mandagi · Stephen Wrabel | Fernando Garibay                                                    | 3:44    |  |
| 10.            | "Nada"                                     | Royce · Santacruz                                                  | Royce · Hector Ruber Rivera · Robert Rosario                        | 4:05    |  |
| 11.            | "Te Regalo el Mar"                         | Royce · Dice · Shanelli Rojas · Jean Rodriguez                     | Royce · Junito · Dice                                               | 4:04    |  |
| Duração total: | Duração total:                             | Duração total:                                                     | Duração total:                                                      | 43:02   |  |

| Target Deluxe Edition |                                         |                                                       |                       |         |  |
| N.º                   | Título                                  | Compositor(es)                                        | Produtor(es)          | Duração |  |
| 12.                   | "Primera Vez"                           | Royce · Junito · Guianko Gomez                        | Royce · Junito · Dice | 3:22    |  |
| 13.                   | "Solita"                                | Royce · Dice · Then                                   | Royce · Junito · Dice | 4:12    |  |
| 14.                   | "You Are the One" (Dedicada a las fans) | Royce · Guianko Gomez · Edgar Barrera · Andres Castro | Royce · Junito · Dice | 4:32    |  |
| Duração total:        | Duração total:                          | Duração total:                                        | Duração total:        | 55:08   |  |

## Charts
| Chart (2013)                      | Posição |
| --------------------------------- | ------- |
| Mexican Albums Chart              | 4       |
| Spanish Albums Chart              | 84      |
| Estados Unidos (Billboard 200)    | 14      |
| Estados Unidos (Top Latin Albums) | 1       |
| Estados Unidos (Tropical Albums)  | 1       |

| Chart (2014)        | Posição |
| ------------------- | ------- |
| US Top Latin Albums | 8       |
| US Tropical Albums  | 3       |